# Bárzana
Bárzana är en ort i Spanien.   Den ligger i provinsen Province of Asturias och regionen Asturien, i den norra delen av landet, 400 km nordväst om huvudstaden Madrid. Bárzana ligger 447 meter över havet och antalet invånare är 1 480.
Terrängen runt Bárzana är bergig västerut, men österut är den kuperad. Bárzana ligger nere i en dal. Runt Bárzana är det mycket glesbefolkat, med 6 invånare per kvadratkilometer. Närmaste större samhälle är Mieres, 19,6 km nordost om Bárzana. I omgivningarna runt Bárzana växer i huvudsak blandskog.